# Арка на Август
Арката на Август се нарича някога триумфална арка, посветена на император Октавиан Август на Римския форум.
Арката била построена през 29 пр.н.е. в чест на победната на Октавиан в битката при Акциум през 31 пр.н.е. над Антоний и Клеопатра VII. Арката е била разположена до храма на Веста. До наши дни са се съхранили малки остаъци от арката, но същестуването ѝ се потвърждава от изображението ѝ на монети.